# Альберт Ейнштейн (вантажний космічний корабель)
«Альберт Ейнштейн» — європейський автоматичний вантажний космічний корабель, названий на честь фізика Альберта Ейнштейна (1879—1955). Це четвертий корабель із серії ATV, першим кораблем був «Жуль Верн». Будівництво апарата йшло у Бремені, Німеччина.

## Історія
ATV-4 був запущений 5 червня 2013 о 21: 52 :11 UTC (6 червня, 01:52:11 МСК) за допомогою ракети-носія важкого класу «Аріан-5ES» з Гвіанського космічного центру на Куру. Стикування з російським сервісним модулем « Звезда» відбулося 15 червня 2013 року
Стикування відбулося 15 червня 2013 року о 14:07 UTC (18:07 МСК), на 20 хвилин пізніше запланованого терміну, оскільки знадобився додатковий час для перевірки лазерних відбивачів. На своєму борту він доставив понад 6,5 тонни вантажу, що включає: воду, кисень, продукти харчування, експериментальне обладнання.
Через розбіжності між фахівцями НАСА і Роскомоса, що виникли через можливість забруднення вантажного човна цвіллю і бактеріями, відкриття люків було відкладено. В результаті було прийнято рішення взяти проби повітря після проведення очищення, що вимагає близько 5 годин.
28 жовтня 2013 о 08.54 UTC (12.54 МСК) ATV 4 «Альберт Ейнштейн» був відстикований від службового модуля «Зірка».
2 листопада 2013 року ATV 4 «Альберт Ейнштейн» здійснив контрольований спуск в атмосферу, з подальшою руйнацією.